# Liste der Kulturgüter in Silenen
Die Liste der Kulturgüter in Silenen enthält alle Objekte in der Gemeinde Silenen im Kanton Uri, die gemäss der Haager Konvention zum Schutz von Kulturgut bei bewaffneten Konflikten, dem Bundesgesetz vom 20. Juni 2014 über den Schutz der Kulturgüter bei bewaffneten Konflikten sowie der Verordnung vom 29. Oktober 2014 über den Schutz der Kulturgüter bei bewaffneten Konflikten unter Schutz stehen.
Objekte der Kategorien A und B sind vollständig in der Liste enthalten, Objekte der Kategorie C fehlen zurzeit (Stand: 1. Januar 2023).

## Kulturgüter
| Foto |                                                                                      | Objekt                                                                                         | Kat. | Typ | Standort                                   | Beschreibung                                                               |
| ---- | ------------------------------------------------------------------------------------ | ---------------------------------------------------------------------------------------------- | ---- | --- | ------------------------------------------ | -------------------------------------------------------------------------- |
| ja   | Datei hochladen · Wikidata zu Zwing-Uri (Q24283789)                                  | Zwing-Uri, prähistorische / mittelalterliche Siedlung und mittelalterliche Burg KGS-Nr.: 05867 | A    | F   | Gotthardstrasse 694080 / 181087            |                                                                            |
| ja   | Datei hochladen · Wikidata zu Kraftwerk SBB (Q1786044)                               | Kraftwerk SBB KGS-Nr.: 05868                                                                   | A    | G   | Gotthardstrasse 115 694123 / 180343        |                                                                            |
| ja   | Datei hochladen · Wikidata zu Neuzeitlicher Eisenschmelzofen Obermatt (Q29527611)    | Neuzeitlicher Eisenschmelzofen Obermatt KGS-Nr.: 05869                                         | A    | F   | Talweg 57.2 697353 / 180287                |                                                                            |
| ja   | Datei hochladen · Wikidata zu Bauernhaus (Q29527601)                                 | Bauernhaus KGS-Nr.: 10250                                                                      | A    | G   | Kirchstrasse 49 694235 / 183086            |                                                                            |
| ja   | Datei hochladen · Wikidata zu Ehemalige Sust mit Gasthof (Q29527607)                 | Ehemalige Sust mit Gasthof KGS-Nr.: 10312                                                      | A    | G   | Dörfli 15 694231 / 181580                  |                                                                            |
| ja   | Datei hochladen · Wikidata zu Wohnhaus Burghofstatt (Q29527619)                      | Wohnhaus Burghofstatt KGS-Nr.: 10313                                                           | A    | G   | Dörfli 1, 3 694183 / 181668                |                                                                            |
| ja   | Datei hochladen · Wikidata zu Meierturm (Q24294758)                                  | Meierturm KGS-Nr.: 10449                                                                       | A    | G   | Dörfli 15a.1 694206 / 181627               |                                                                            |
| ja   | Datei hochladen · Wikidata zu Katholische Kirche St. Albin mit Beinhaus (Q29890415)  | Katholische Kirche St. Albin mit Beinhaus KGS-Nr.: 05870                                       | B    | G   | Kirchstrasse 40.1, 40.2 694208 / 183031    |                                                                            |
| ja   | Datei hochladen · Wikidata zu Kapelle 14-Nothelfer im Dörfli (Q29890413)             | Kapelle 14 Nothelfer im Dörfli KGS-Nr.: 11556                                                  | B    | G   | Dörfli 15a.2 694225 / 181624               |                                                                            |
| ja   | Datei hochladen · Wikidata zu Ellbogenkapelle St. Ursula auf der Stetten (Q29890412) | Ellbogenkapelle St. Ursula auf der Stetten KGS-Nr.: 11559                                      | B    | G   | Buchholz 2.2 693499 / 184181               |                                                                            |
| BW   | Datei hochladen · Wikidata zu Landjägerhaus im Buechholz (Q29890417)                 | Landjägerhaus im Buechholz KGS-Nr.: 11560                                                      | B    | G   | Buchholz 27 693792 / 184205                |                                                                            |
| ja   | Datei hochladen · Wikidata zu Reussbrücke bei Amsteg - Teil Silenen (Q122678293)     | Reussbrücke bei Amsteg (Plattibrücke) KGS-Nr.: 11564                                           | B    | G   | Gotthardstrasse 694001 / 180363            | Objekt liegt hälftig auf dem Gemeindegebiet von Gurtnellen (KGS-Nr. 2248). |
| ja   | Datei hochladen · Wikidata zu Pfarrkirche Maria zum Guten Rat (Q29890420)            | Pfarrkirche Maria zum Guten Rat KGS-Nr.: 11565                                                 | B    | G   | Bristen, Dorf 23.2 695683 / 180571         |                                                                            |
| BW   | Datei hochladen · Wikidata zu Pfarrhaus (Q29890418)                                  | Pfarrhaus KGS-Nr.: 11567                                                                       | B    | G   | Amsteg, Gotthardstrasse 79 694132 / 180632 |                                                                            |
| ja   | Datei hochladen · Wikidata zu Hotel Stern und Post (Q1631041)                        | Hotel Stern und Post KGS-Nr.: 11568                                                            | B    | G   | Amsteg, Gotthardstrasse 88 694118 / 180554 |                                                                            |
| ja   | Datei hochladen · Wikidata zu Altes Pfarrhelferhaus (Q29890408)                      | Altes Pfarrhelferhaus KGS-Nr.: 11569                                                           | B    | G   | Kirchstrasse 55 694252 / 182964            |                                                                            |
| BW   | Datei hochladen · Wikidata zu Wohnhaus zur Aschart (Q29890426)                       | Wohnhaus zur Aschart KGS-Nr.: 11570                                                            | B    | G   | Gotthardstrasse 177 694051 / 182777        |                                                                            |
| ja   | Datei hochladen · Wikidata zu Altes Pfarrhaus (Q29890407)                            | Altes Pfarrhaus KGS-Nr.: 11571                                                                 | B    | G   | Kirchstrasse 31 694090 / 183058            |                                                                            |
| BW   | Datei hochladen · Wikidata zu Harzbrennibalm ob Ried (Q122782198)                    | Harzbrennibalm ob Ried, hoch- und spätmittelalterliche Harzbrennerei KGS-Nr.: 16874            | B    | F   | 692860 / 178600                            |                                                                            |